# Cavallirio
Cavallirio är en ort och kommun i provinsen Novara i regionen Piemonte i Italien. Kommunen hade 1 343 invånare (2018).